# Kirchenruine Dambeck

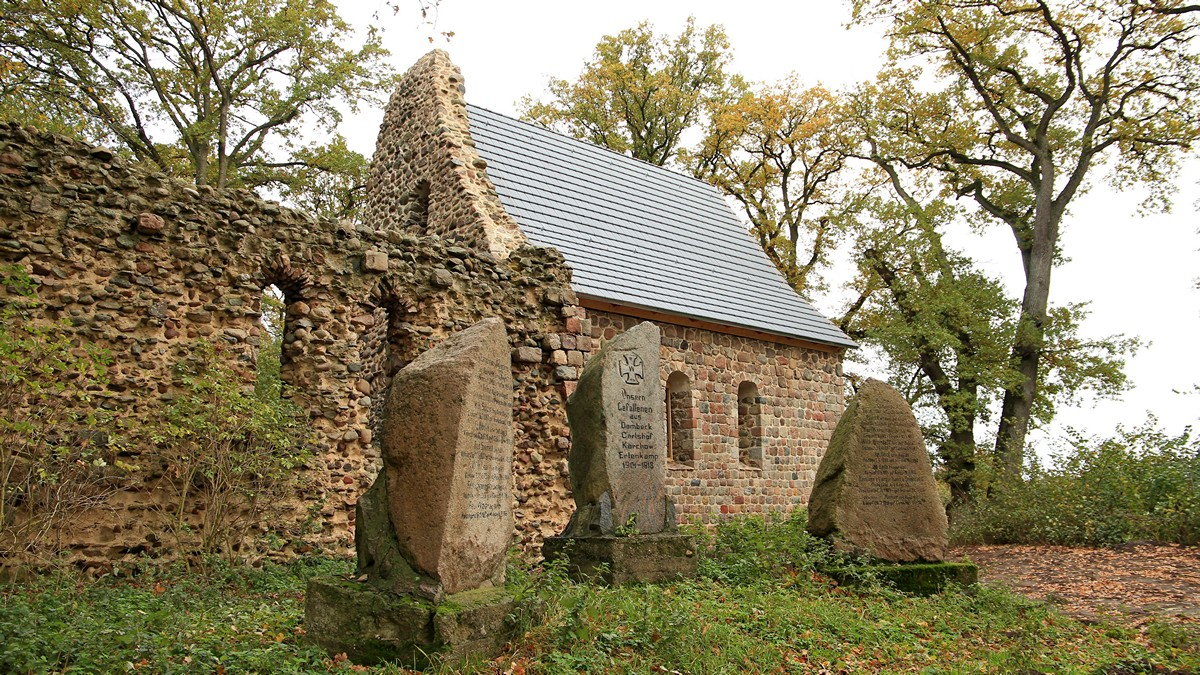
Restaurierter Chorraum der Dambecker Kirche (2019)

Die Kirchenruine Dambeck liegt nördlich des Dorfes Dambeck in der Gemeinde Bütow im Landkreis Mecklenburgische Seenplatte in Mecklenburg-Vorpommern.

## Geschichte

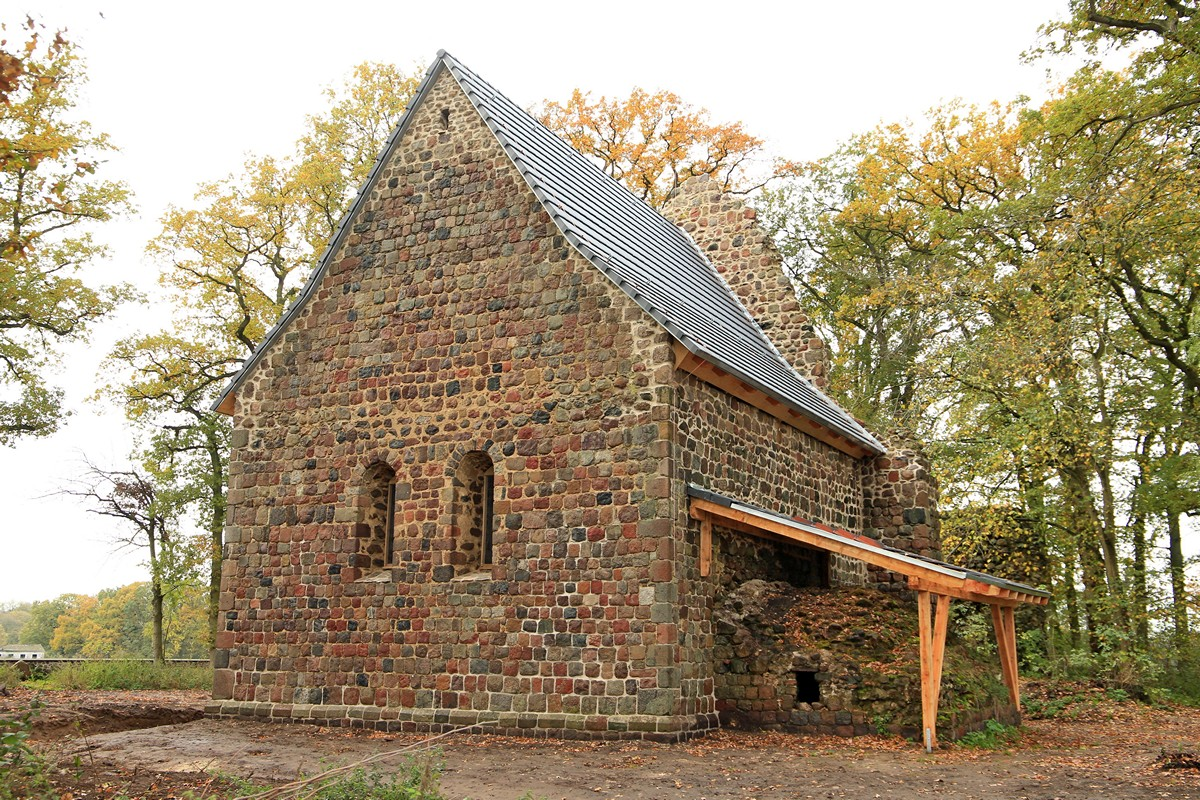
Nordostseite des Chorraums, unter dem Vordach der Rest der Sakristei mit original Feldsteingewölbe (2019)

Die Kirche ist eine der ältesten Feldsteinkirchen in Südmecklenburg. Sie wurde vermutlich um 1180 als spätromanische Wehrkirche erbaut. Dambeck wurde erstmals 1261 urkundlich erwähnt. Der Ort befand sich ursprünglich nahe der heutigen Kirchenruine am Dambecker See (Bütow) und gehörte zur Diözese Havelberg und zum Archidiakonat der Neustadt Röbel.
Ab dem 15. Jahrhundert wurden die von Freiberg, welche auch das Gut Karchow innehatten, in Dambeck sesshaft. Während des Dreißigjährigen Krieges übernahmen die von der Lühe bis 1743 Dambeck. Danach gingen Dambeck und Karchow bis 1791 an Friedrich von Bassewitz auf Klocksin. Danach hatte der Kammerrat Otto Konrad von Hahn ein Jahr lang beide Güter, bis sie an Ludwig Christoph Baron von Langermann-Erlenkamp und dessen Familie übergingen.
Seit 1528 war Joachim Berg unter landesherrlichem Patronat und den von Freiberg Kirchherr von Dambeck, Karchow, Bütow und Minzow.
1649 stürzte das Strohdach des Kirchenschiffs ein. Bis 1662 wurden das Dach ausgebessert und die Verbindung zwischen Chorraum und Kirchenschiff zugemauert. Nutzbar war somit nur noch der Chorraum; der Rest der Kirche war wüst.
Um 1800 wurden Dorf und Gutshof Dambeck einige hundert Meter nach Süden an ihre heutige Stelle verlegt. Vom alten Ort blieb lediglich die teils wüste Kirche, die bis 1920 noch von den Gemeinden Dambeck und Minzow (heute Ortsteil von Leizen) zu Andachten genutzt wurde.
Um 1900 existierte noch ein Altaraufsatz aus der Renaissance sowie eine bemalte Kanzel. 1954 zerstörte ein Brand das Kirchendach und das restliche Inventar. Bei einem Gewitter mit Blitzschlag kam es 1954 zu einer Explosion der hier versteckten Munition aus dem Zweiten Weltkrieg. Seitdem ist die Kirchenruine dem Verfall preisgegeben. Der Friedhof wurde noch einige Jahre von Mitgliedern der LPG Dambeck gepflegt.
Eine historische Glocke von 1704 kam in die Dorfkirche Minzow.
Um den weiteren Verfall der kulturhistorisch wertvollen Kirchenruine zu stoppen, gründeten im Mai 2014 acht Mitglieder mit einem klaren Konzept den Förderverein Kirchenruine Dambek. e. V. Die 2019 abgeschlossene Restaurierung ist in vorbildlicher Weise gelungen. Im Jahr 2019 diente die Kirchenruine auch als Drehort für den ARD-Mehrteiler Die Toten von Marnow.

## Beschreibung

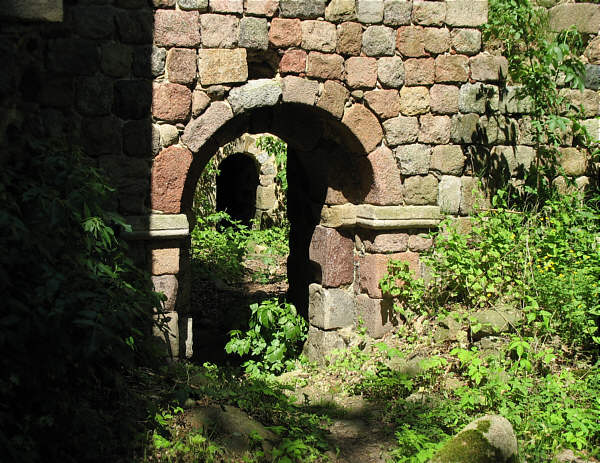
Westeingang zum Chorraum (2007)

Die Kirche bestand aus dem Kirchenschiff, dem Chorraum und einer vermutlich später ergänzten Sakristei. Alle Wände der Kirche bestehen außen aus sauber bearbeiteten quaderförmigen Feldsteinen, die mit Kalkmörtel verbunden wurden. Innen wurden die Wände mit rohen Feldsteinen in Kalkmörtel gefüllt. Auch das Bodenpflaster, das (ehemalige) Gewölbe über dem Chorraum und das über der Sakristei wurden ausschließlich aus Feldsteinen hergestellt. Für die gesamte Kirche wurde kein Ziegelstein verwendet, da es im 12. Jahrhundert noch keine Brennöfen für Ziegel in der Gegend gab. An einigen Fehlstellen der äußeren Feldsteinverblendung kann man noch heute den schichtenweisen Aufbau einer Feldsteinmauer verfolgen.
Um die Kirche befinden sich im früheren Kirchhof noch einige Gräber aus jüngerer Zeit, darunter das des Freiherrn Friedrich von Langermann und Erlencamp (1854–1935).

### Gedruckte Quellen
- Mecklenburgisches Urkundenbuch (MUB)
- Mecklenburgische Jahrbücher (MJB)